# FishBase
FishBase je on-line taxonomická databáze poskytující globální přehled o druzích ryb.
FishBase obsahuje vyčerpávající přehled o druzích ryb včetně taxonomických údajů, místech výskytu, biometrických a morfologických údajů, etologii a biotopech, ekosystémové a populační dynamice včetně dat o reprodukci, metabolismu a genetice. Je propojena s ostatními databázemi jako jsou LarvalBase, GenBank, IUCN Red List a Catalog of Fishes.
V současnosti má přes 2 480 přispěvatelů a spolupracovníků. Od roku 2000 FishBase řídí konsorcium devíti mezinárodních institucí, které má 12 členů. Konsoricium koordinuje německé Helmholtz Centre for Ocean Research for Ocean Research Kiel (GEOMAR).